# Soulan
Soulan település Franciaországban, Ariège megyében. Lakosainak száma 391 fő (2022. január 1.). Soulan Aleu, Biert, Ercé, Erp, Oust, Rivèrenert és Soueix-Rogalle községekkel határos.

## Népesség
A település népessége az elmúlt években az alábbi módon változott:
| Lakosok száma | 411  | 335  | 307  | 338  | 357  | 362  | 373  | 376  | 372  | 391  |
|               | 1968 | 1982 | 1990 | 2006 | 2013 | 2015 | 2017 | 2019 | 2020 | 2022 |